# کنمور، آلبرتا
کنمور (به انگلیسی: Canmore) یک شهرک در کانادا است که در Municipal District of Bighorn No. 8 واقع شده‌است. کنمور ۱۳٬۹۹۲ نفر جمعیت دارد.